# F-Droid
F-Droid es un repositorio de software (o «tienda de aplicaciones») para dispositivos Android; funciona de manera similar a la tienda de Google Play, pero solo contiene software libre y de código abierto 4.4. Las aplicaciones pueden buscarse e instalarse desde la página web de F-Droid o desde el cliente oficial (el cual no está disponible en Google Play, pues este no admite tiendas alternativas, pero puede ser instalado directamente mediante su archivo APK). La aplicación de F-Droid busca actualizaciones de forma automática para las aplicaciones descargadas a través de la misma. Además, tanto la web como el cliente ofrecen enlaces al código fuente de todas las aplicaciones descargables.
F-Droid no exige a sus usuarios que se registren y rotula a sus aplicaciones siempre que presenten características «controvertidas», esto es, que contengan alguna característica que, de acuerdo al criterio de F-Droid, podría no agradarle al usuario, como la publicidad, el seguimiento y las dependencias en software privativo.
El software que está en funcionamiento en el servidor de F-Droid es de código libre, permitiendo que cualquiera pueda establecer su propio repositorio de aplicaciones Android.
F-Droid fue fundado por Ciaran Gultnieks en 2010. El cliente fue una bifurcación del código fuente de Aptoide. El proyecto ahora  es administrado por F-Droid Limited, una organización sin ánimo de lucro.
Replicant, un sistema operativo basado en Android completamente libre, utiliza F-Droid como tienda de aplicaciones por defecto.
El proyecto The Guardian Project, que ofrece un conjunto de aplicaciones Android libres y seguras, comenzó a utilizar su propio repositorio F-Droid a comienzos del 2012.

## Historia
F-Droid fue fundado por Ciaran Gultnieks en 2010. El cliente fue una bifurcación del código fuente de Aptoide.

## Alcance del proyecto
El repositorio principal de F-Droid contiene 5421 aplicaciones el 1 de agosto de 2023 (comparado a la cantidad de tres millones que ofrece Google Play). Entre ellas se encuentran VLC, Fennec F-Droid (una versión de Firefox sin telemetría), la aplicación oficial de Wikipedia, el cliente de Nextcloud, Minetest y Midori, pero existen muchas otras.
El proyecto también incorpora varios subproyectos de software:
- El cliente oficial para buscar, descargar, verificar y mantener actualizadas las aplicaciones Android de un repositorio de F-Droid.
- Un generador de sitios web basado en Jekyll para los repositorios.
- fdroidserver, una herramienta para crear y administrar repositorios.

F-Droid compila todas las aplicaciones desde su código fuente, el cual debe estar disponible públicamente y bajo una licencia libre. Además, el mismo no debe contener ninguna dependencia no libre, y debe ser posible compilarlo únicamente con herramientas libres.

## Cliente

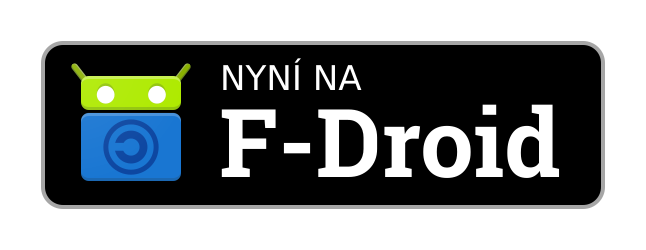
Anuncio de F-Droid en checo.

Para poder instalar F-Droid, el usuario tiene que permitir la instalación desde «fuentes desconocidas» en los ajustes del dispositivo Android y recuperar el APK (fichero instalable) desde el sitio oficial. La instalación no está disponible a través de Google Play debido a una cláusula de los Términos y Condiciones de Google referida a la competencia. Esta es la misma cláusula que impide publicar la aplicación de venta de aplicaciones Amazon en susodicha tienda.
El cliente está compuesto por cinco pestañas. En la primera pestaña se encuentra una lista con todas las aplicaciones disponibles en F-Droid, ordenadas por la fecha de última actualización. En la segunda pestaña se presenta una clasificación por categorías de estas mismas aplicaciones. En la tercera existe un acceso a la función «Cerca», que permite compartir aplicaciones con personas cercanas sin necesidad de conexión a internet, siempre y cuando todas tengan F-Droid. En la cuarta se informa de las actualizaciones que haya disponibles para las aplicaciones. Finalmente, en la quinta están situadas todas las configuraciones, por ejemplo la opción para añadir repositorios.

## Ventajas y desventajas
F-Droid nació como un repositorio de aplicaciones libre y gratuito. Su contenido escrito (wiki, foro, etc.) está disponible bajo la licencia Creative Commons, y es mantenido por voluntarios de todas partes del mundo. A diferencia de Google Play, sus aplicaciones tienen licencia libre (GPL, MIT, Apache, etc.) y no se necesita cuenta de usuario. En este sentido, los responsables de F-Droid garantizan la privacidad, ya que no guardan un historial de las aplicaciones descargadas.
Por otra parte, F-Droid no es una aplicación oficial de Google como Play Store, por lo que por un lado no puede asegurarse su continuidad en el tiempo y por otro no tiene un equipo tan grande y calificado para certificar su calidad y seguridad. No obstante, debido a la naturaleza del software libre y a los controles exhaustivos del equipo de F-Droid, su seguridad podría estar a la par de la tienda de Google o incluso por delante.

## Controversias
Debido como F-droid acepta aplicaciones con características «controvertidas» este no respeta la GNU FSDG (Pautas para distribuciones de sistema libres de la FSF), esto elimina a F-droid como software libre por tener en sus repositorios software no libre, la ironía de esto es que Replicant un fork de software libre de android usa F-droid como tienda de aplicaciones por defecto, por lo que este no repeta completamente la GNU FSDG de la FSF.